# ロルフ・カニース
ロルフ・カニース（Rolf Kanies, 1957年12月21日 - ）は、ドイツ・ビーレフェルト出身の俳優である。ヒトラー 最期の12日間のハンス・クレープス役で世界的に認知されている。

## 出演作品

### 映画
- シージャック Die Todesfahrt der MS SeaStar （1999年） - ベルゲン ※テレビ映画
- ファイター Joe and Max （2002年） - アドルフ・ヒトラー ※テレビ映画
- ヒトラー 〜最期の12日間〜 Der Untergang （2004年） - ハンス・クレープス
- U-196 Himmel über Australien （2006年） - スティーヴン ※テレビ映画
- ストームシティ Die Sturmflut （2006年） - Dr.フォークト ※テレビ映画
- パイレーツ・オブ・バルト Störtebeker （2006年） - マーティン ※テレビ映画
- コンクラーベ 天使と悪魔 The Conclave （2006年） - ベッサリオン枢機卿
- トロイの秘宝を追え! Der geheimnisvolle Schatz von Troja （2007年） - ゲオルギオス・フィンボス ※テレビ映画
- ソーラー・ストライク サード・インパクト Die Hitzewelle - Keiner kann entkommen （2008年） - ユリウス・シェーファー首相 ※テレビ映画
- バイブル・コード Der Bibelcode （2008年） - アンドレアス・イムホフ ※テレビ映画
- ベルリン陥落1945 Anonyma – Eine Frau in Berlin （2008年） - フリードリヒ・ホック
- 血の伯爵夫人 The Countess （2009年） - クライェボ伯爵
- 私の恋を叶える5つの魔法 Mein Flaschengeist und ich （2009年） - ニーデルプフェル ※テレビ映画
- ゴルゴダの謎を追え! Die Akte Golgatha （2010年） - カルフィ司教 ※テレビ映画
- 命をつなぐバイオリン Wunderkinder （2011年） - タピリン大佐
- ロンメル 〜第3帝国最後の英雄〜 Rommel （2012年） - フィンク大佐 ※テレビ映画
- アラビアンナイト Le mille e una notte: Aladino e Sherazade （2012年） - カリフ ※全2話のテレビミニシリーズ
- タイムトラベラーの系譜 サファイア・ブルー Saphirblau （2014年） - ウィリアム・デ・ヴィリアーズ
- ヒットマン:エージェント47 Hitman: Agent 47 （2015年） - Dr.デルリエゴ
- タイムトラベラーの系譜 エメラルド・グリーン Smaragdgrün （2016年） - ウィリアム・デ・ヴィリアーズ
- マルクス・エンゲルス Le jeune Karl Marx （2017年） - モーゼス・ヘス
- 僕たちは希望という名の列車に乗った Das schweigende Klassenzimmer （2018年）

### テレビドラマ
- 機甲戦虫紀LEXX Lexx （2000年 - 2002年） - レジナルド・J・プリースト合衆国大統領 他 ※シーズン3からシーズン4まで
- グリム童話・知恵ある農家のむすめ Die kluge Bauerntochter （2009年） - ホフラット・フォン・ミュラー
- ボルジア 欲望の系譜 Borgia (2014) - ロレンツ・ベハイム
- バビロン・ベルリン シーズン1&2 Babylon Berlin （2017年）